# Balansiranje
Balansiranje je uravnoteženje sila što se javljaju u mirovanju (statičko balansiranje) i u vrtnji (dinamičko balansiranje) na okretnim (rotirajućim) strojnim dijelovima (na primjer na turbinskim rotorima ili na automobilskim kotačima) kao posljedica neuravnoteženih masa zbog netočne izrade ili nehomogena materijala. Balansiranje se provodi uz dodavanje ili oduzimanje mase sve dok se ne postigne ravnotežno stanje. Osim statičkoga, potrebno je i dinamičko balansiranje, jer na rotoru mogu postojati mase koje tvore statički uravnotežene parove, ali u vrtnji uzrokuju vibracije.

## Slike
|                                                          |                         |                                                               |                                        |
| Stroj za balansiranje automobilskih guma ili pneumatika. | Dinamičko balansiranje. | 25 grama težine od cinka koja se dodaje na automobilske gume. | Uređaj za mehaničko fino balansiranje. |